# 为人权辩护

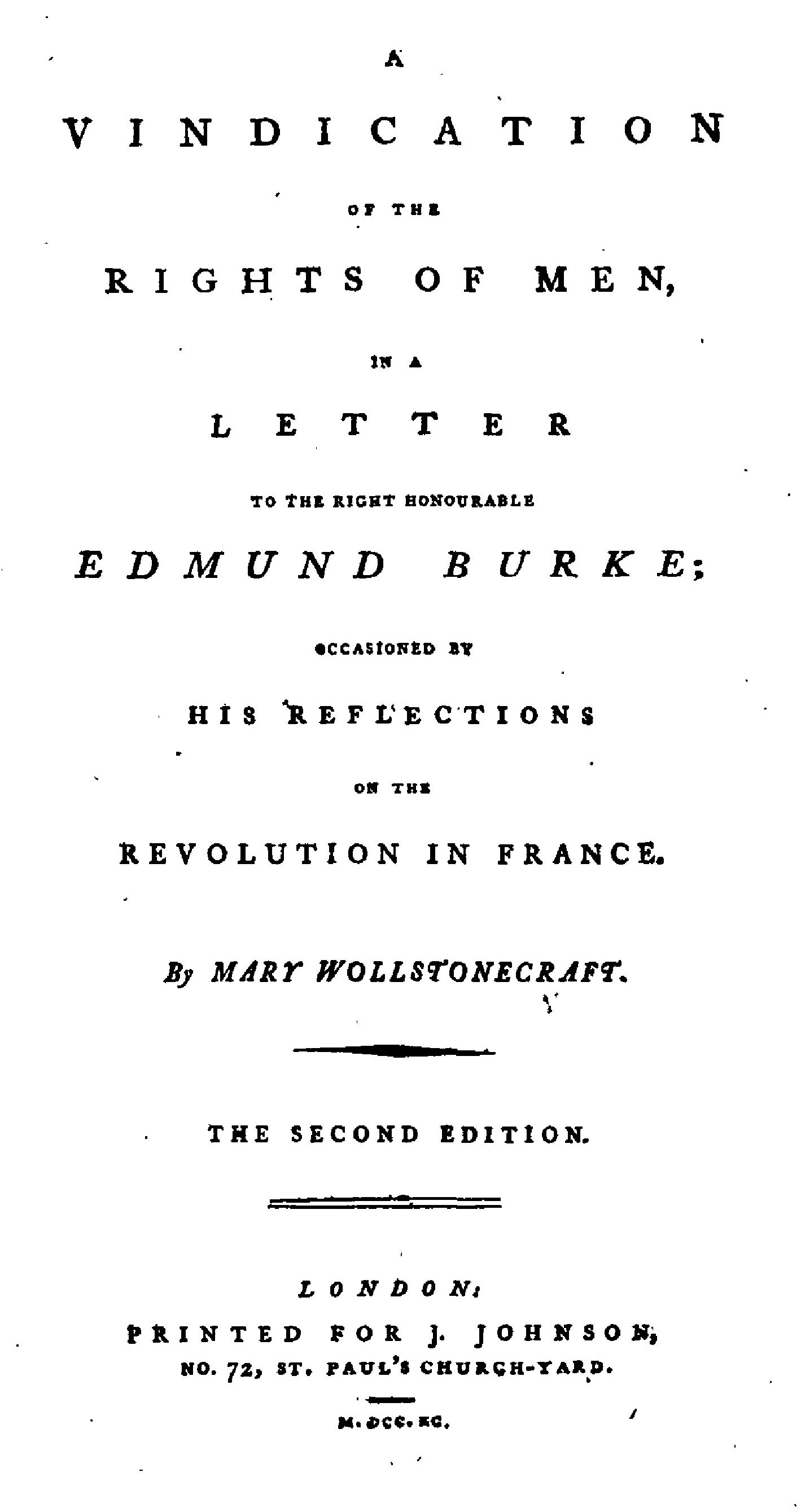
《为人权辩护》第二版的标题页，首次署上沃斯通克拉夫特的名字

《为人权辩护，致尊敬的埃德蒙·伯克的信；因其对〈对法国大革命的反思〉而作》（1790年）是一篇由18世纪英国作家、女性权利倡导者玛丽·沃斯通克拉夫特撰写的政治小册子，批判贵族制并支持共和主义。这篇作品是回应埃德蒙·伯克的《对法国大革命的反思》（1790年），为随后的“革命争论小册子战争”拉开了序幕。伯克的作品支持君主立宪制、贵族制以及英格兰教会。
沃斯通克拉夫特不仅批判了世袭特权，还抨击了伯克为此辩护时使用的修辞手法。大多数批评者对伯克在书中对玛丽·安托瓦内特表现出的夸张同情持否定态度，但沃斯通克拉夫特别揭示并嘲讽了他性别化的语言。她引用伯克在《崇高与美的哲学探索》（1756年）中提出的“崇高”与“美”的概念，以毫不掩饰的女性主义角度进行批判，沃斯通克拉夫特的论证力量被学者克劳迪娅·L·约翰逊评价为“无与伦比”。她指出，伯克通过强调女性的被动性，意图合理化不平等的社会结构。
沃斯通克拉夫特在论述共和主义美德时，借助新兴的中产阶级道德标准，反对贵族礼仪中的恶习。基于启蒙时代的进步思想，沃斯通克拉夫特嘲笑伯克依赖传统和习俗的立场。沃斯通克拉夫特描绘了一幅理想化的乡村生活，每个家庭都有一块自给自足的农场，体现出真实情感的社会乌托邦，与伯克虚假的戏剧化“场景”形成鲜明对比。
《为人权辩护》出版后取得了巨大成功。主要期刊纷纷评论，第一版（匿名出版）在三周内售罄。第二版署名沃斯通克拉夫特后，评论开始将其视作女性作家的作品而非单纯的政治小册子。许多评论将沃斯通克拉夫特的“激情”与伯克的“理性”对比，并以轻蔑的态度讨论这本书和作者，但一些评论流露出同情。1970年代，女性主义学者重新审视沃斯通克拉夫特的作品，致力于让人们更多关注她的思想深度。

## 历史背景

### 革命争论

雅克-路易·大卫所绘的《网球场宣誓》（1791年）

《为人权辩护》成书于法国大革命及其在英国引发的争论之际。1789年至1795年末，英国政治评论家们围绕君主制的合法性展开了激烈甚至恶毒的小册子战争，即“革命争论”。阿尔弗雷德·科班形容这场辩论是“或许是[英国]最后一次真正讨论政治基本问题”。 在法国大革命中，网球场宣誓和攻占巴士底狱等革命事件展示了法国人民动员的力量，也唤醒了英国改革运动。法国大革命所引发的一系列事件重新燃起对改革选举制度和重新分配下议院席位的关注。
1790年11月，埃德蒙·伯克的《对法国大革命的反思》发表，引发了1790年代欧洲很多政治争论。有不少关注法国大革命的英国人预期伯克会支持法国革命者，因为伯克先前是辉格党的自由派成员，且在先前时常批评君主专制，甚至公开支持美国独立战争，并谴责英国在印度的暴政。然而伯克在公开立场后出乎了所有人的意料。伯克不仅没有支持法国大革命的思想潮流和政治观念，还因为一反常态的对法国大革命进步思想的保守激怒了他的朋友和支持者们。 但虽然遭到了亲近的强烈抨击，他写的这本书在出版发售后售价高达三先令，两年内仍旧售出3万册。 而作为对伯克的回应，托马斯·潘恩所攥写的《人权论》（1792年）销量则更为惊人，超过20万册，潘恩书中的不少句子和理论也成为了人们广泛传播的口号。
沃斯通克拉夫特在《反思》发表几周后迅速推出了《为人权辩护》。伯克坚守贵族制、君主制和国教的立场，而沃斯通克拉夫特、威廉·戈德温和潘恩等自由派则全力倡导共和主义、农业社会主义、无政府主义和宗教宽容。 激进派捍卫个人自由与公民美德，并一致批评“地主利益集团”在政府腐败中的角色，以及君主制和贵族制对人民权力的掠夺。
1792年被称为“18世纪激进主义的奇迹之年”。这一年，不仅有影响深远的文本出版，伦敦通信社（LCS）和宪法信息社（SCI）等激进组织的影响力也达到了顶峰。 中产与工人阶级群体结[人民之友协会后，政府终于开始意识到威胁并展开镇压。随后的保守政府采取措施，禁止煽动性作品。1790年代煽动叛乱的指控超过100起，远超以往。 出于对类似法国大革命暴动的恐惧，政府采取了严厉的手段，打击激进派：逮捕政治异见者，渗透激进组织，威胁吊销举办政治辩论的酒馆执照，扣押邮件，资助反激进团体，在报刊上公开批评。 激进派将这段时期形容为“恐怖制度的建立，其面貌几乎与法国的恐怖相仿，规模相似，倾向性更具危险”。
1795年10月，面对民众向乔治三世投掷垃圾、侮辱他并要求结束对法战争及降低面包价格的情景，议会迅速通过了“禁言法案”——即1795年煽动性集会法案和叛国行为法案，合称“两部法案”。这些新法案使得公众集会几乎无法进行，且即便举行，言论自由也被极大地限制。 在1790年代末到1800年代，英国激进主义几乎被彻底压制，直至1832年改革法案的出台，新的改革才得以推进。

### 伯克的《反思》
《对法国大革命的反思》部分回应了持不同政见的牧师理查德·普莱斯在其颂扬法国大革命的布道《爱国之情的论述》中的观点。伯克通过虚构一封年轻法国人请教的信作为框架，捍卫贵族政府、家长制、忠诚、骑士精神和长子继承权。 伯克将法国大革命视作对合法政府的暴力颠覆。《反思》中，伯克主张公民无权对抗政府，认为政府乃是社会和政治共识的产物。他强调文化传统的稳定性，指出若这种传统不断遭受质疑，将最终导致“无政府状态”。
他认为法国大革命是对合法政府的暴力推翻。在《反思》中，他主张公民没有权利反抗他们的政府，因为文明，包括政府，是社会和政治共识的结果。他指出，如果文化的传统不断受到挑战，最终将导致“无政府状态”。

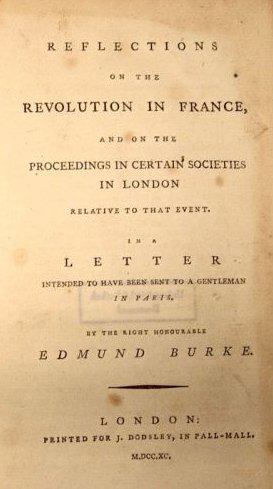
伯克的《对法国大革命的反思》（1790年）的标题页

（1790年）的标题页]] 伯克猛烈抨击了那些支持法国大革命初期的英国思想家和作家。激进派将法国革命比作1688年的光荣革命，该事件限制了君主的权力，但伯克认为更恰当的类比应是英国内战（1642-1651年），查理一世在1649年被处决。 当伯克撰写《反思》时，法国大革命尚未爆发严重的暴力事件。为了加强说服力，他在书中刻意夸大了暴力的威胁，运用修辞效果震慑读者。在《崇高与美的哲学探索》中，伯克提到“模糊的广泛概念能最好地传达思想”，在《反思》中，他借此制造恐惧感，描绘了路易十六和玛丽·安托瓦内特被迫离宫的场景。1793年，当法国的恐怖统治愈演愈烈时，伯克被视为预见此局势的先知。
伯克还批评了与法国“哲人”相关的学问；他主张新思想不应像新兴的科学学科那样，在社会上进行实验以试图改善社会，而是应该依赖传统和习俗来指导人民。

### 《为人权辩护》的创作与出版
在《为人权辩护》开头的论述中，沃斯通克拉夫特描述了她是如何以及为什么写这本书的：
伯克先生对对法国大革命的反思最初引起了我的注意，因为它是当时的一个短暂话题；而我读它更多是为了娱乐而非获取信息，但其中那些每时每刻以自然情感和常识为幌子的诡辩论点激起了我的愤怒。
接下来的许多篇章是当时的激情迸发，但这些篇章不知不觉地膨胀到了相当的篇幅，于是我萌生了出版一篇简短的《为人权辩护》的念头。

由于我没有闲暇或耐心跟随这位散漫的作者在他各种新奇观点的迷途上追寻，因此我的批判在很大程度上局限于他所攻击的那些基本原则，尽管他用华丽的外衣包裹了许多巧妙的论点。
为了尽快出版小册子，沃斯通克拉夫特疯狂地写作，而她的出版商约瑟夫·约翰逊则同步打印这些稿页。事实上，根据戈德温在《女权辩护的作者回忆录》中的描述，手稿一写好就立即送往印刷厂。 然而，写到一半时，她突然停止了写作。一位传记作者将其描述为“丧失信心”；而戈德温在其《回忆录》中则称之为“一时的昏沉和懒惰发作”。 约翰逊或许此时已足够了解她，知道如何鼓励她，便答应处理好这本书，告诉她不必担心。羞愧的沃斯通克拉夫特于是匆忙完成了写作。
沃斯通克拉夫特的《为人权辩护》于1790年11月29日匿名出版，成为50至70篇针对伯克的回应中首篇发表的小册子之一。 仅仅三周后的12月18日，第二版出版，标题页上首次署上她的名字。 沃斯通克拉夫特花了时间编辑了第二版，据传记作家艾米丽·桑斯坦称，第二版“加重了她对伯克的个人攻击”，并将大部分文本从第一人称改为第三人称叙述；“她还增加了对虚伪自由主义者的非党派批评，抨击他们一方面谈论平等，另一方面却向当权者卑躬屈膝。”

## 结构与主要论点

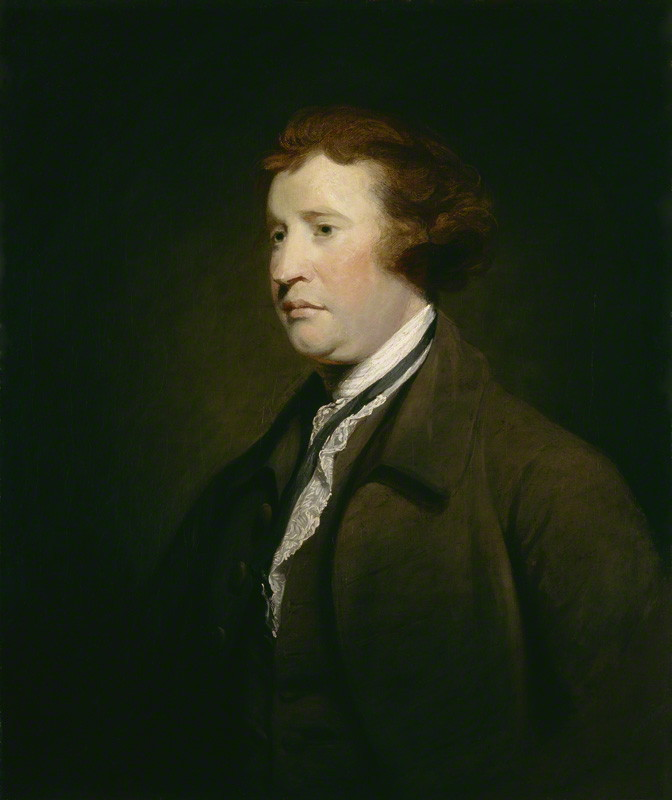
埃德蒙·伯克，由约书亚·雷诺兹爵士工作室所绘（1771年）

在20世纪70年代之前，《为人权辩护》通常被认为是组织混乱、不连贯、缺乏逻辑，并充满了人身攻击（例如暗示伯克如果是犹太人，他会支持钉死基督的行为）。 它曾被认为是“女性情感与男性理性的对抗”的典型例子。 然而，自20世纪70年代以来，学者们对这种观点提出了挑战，认为沃斯通克拉夫特使用了18世纪的写作模式，例如离题论，以取得巨大的修辞效果。更重要的是，正如学者米齐·迈尔斯所言，“沃斯通克拉夫特几乎是唯一一位在回应伯克时，避免采用狭隘的政治视角，而是广泛批判《反思》基础的人。” 沃斯通克拉夫特提出的主要是道德论点；她的“论战不是对伯克政治理论的驳斥，而是揭露了那些理论所预设的残酷不公正”。 沃斯通克拉夫特的写作风格也是她的有意选择，使她能够同时回应伯克的《崇高与美的探究》和《反思》。
《为人权辩护》的风格与伯克的文本极为相似。它没有明确的结构；像《反思》一样，文本遵循作者写作时的心理联想。 沃斯通克拉夫特的政治论著同样以书信形式写成：伯克的信件是写给年轻的法国人C.J.F.德庞特，而她的信则是写给伯克本人的。 通过使用与伯克相同的形式、隐喻和风格，她将他的论点反过来批判他自己。《为人权辩护》不仅讨论语言和论证，还涉及政治理论；实际上，沃斯通克拉夫特认为这些是不可分割的。 她提倡正如一位学者所写的那样，“表达的简洁与诚实，以及运用理性而非雄辩的论证”。 在小册子的开头，她向伯克呼吁：“放下修辞的花朵，让我们，先生，一起理性地讨论吧。”
《为人权辩护》并不试图提出一个与伯克的理论完全对立的政治理论，而是旨在揭示伯克论点中的弱点和矛盾。因此，文本的很大一部分都集中在伯克逻辑上的不一致性上，比如他对美国革命的支持以及对1788年摄政危机中《摄政法案》（该法案建议在乔治三世的精神失常期间限制君主权力）的支持，然而他却不支持法国革命者。 她批评伯克对摄政法案的矛盾支持以及他同时支持法国的君主制，她写道：
你如此急切地想要品尝权力的甜美，以至于无法等到时间决定可怕的妄想是否会变成确诊的疯狂；但你窥探全能者的秘密，宣称上帝已将他‘从王位上推下’，而认为回想他曾经是国王或因他过去的尊贵地位给予他任何特别的尊敬，都是最具侮辱性的嘲弄……先生，我用审视、比较的眼光阅读了你在国王生病期间发表的几篇冷酷无情、亵渎的演讲。我鄙视利用一个人的弱点，也不愿从一个无防备的发言中推导出结论——狮子不会啃食尸体！ [沃斯通克拉夫特强调原文]
沃斯通克拉夫特写道，她的目标是“向您[伯克]展示您自己，剥去您用来包裹自己暴政原则的华丽外衣”。 然而，她也指向了一个更大的论点，集中在英国公民由于阶级制度所面临的不平等问题上。 正如沃斯通克拉夫特学者芭芭拉·泰勒所写：“沃斯通克拉夫特将伯克视为旧制度专制的代表发言人，支持法国新政府的改革倡议，反对他那‘生锈的、有害的观点’，并谴责英国政治精英的奢靡、腐败和对穷人的非人道待遇。”

## 政治理论

### 对等级与特权的抨击
沃斯通克拉夫特对等级和阶级制度的抨击贯穿《为人权辩护》全文。她谴责伯克对人民的蔑视，伯克将人民贬低为“猪猡一般的众人”，并批评他支持精英，尤其是玛丽·安托瓦内特。 在伯克的一段著名文字中，他写道：“我曾以为一万个剑鞘中的剑一定会为她报仇，只因一个威胁她的侮辱眼神——但骑士精神的时代已经过去了。” 沃斯通克拉夫特的《女权辩护》（1792年）和《法国大革命的历史与道德观》（1794年）将《为人权辩护》中具体论点扩展到了更广泛的社会和政治背景。
她将自己的中产阶级价值观与伯克的贵族价值观形成对比，主张人们应该依据其才干而非出身来进行评价。 正如沃斯通克拉夫特学者珍妮特·托德所写，“《为人权辩护》所展现的社会愿景是一个人才社会，在这个社会中，未经特权的创业子女可以与如今被错误赋予特权的人平等竞争。” 沃斯通克拉夫特强调努力工作、自律、节俭和道德的益处，并将这些价值与富人的“恶习”如“虚伪”和“缺乏自然情感”相对比。 她提倡一种商业社会，这种社会不仅能够帮助个人发现自身潜力，还能促使他们意识到自己的公民责任。 对她而言，商业主义是一个巨大的平等力量。 然而，几年后，在《瑞典、挪威与丹麦旅行记》（1796年）中，她对商业主义对社会的最终益处提出了质疑。
而伯克在《反思》中将牧师理查德·普莱斯视为反派，沃斯通克拉夫特却在《为人权辩护》中将他视为英雄。沃斯通克拉夫特和伯克都将普莱斯与启蒙时代思想联系在一起，特别是文明可以通过理性辩论进步的观念，但他们对此观点的解读不同。伯克认为这种无休止的质疑会导致无政府状态，而沃斯通克拉夫特则将普莱斯与“理性、自由、自由讨论、智力的优越性、思想的提升、道德卓越、积极的仁爱、面向当下和未来的态度以及对权力和财富的拒绝”联系起来，这些都是典型的中产阶级职业价值观。
沃斯通克拉夫特利用英国哲学家约翰·洛克对财产的定义（即通过劳动获得的所有权）来反驳伯克的世袭财富观念。她认为，继承制是欧洲文明进步的主要障碍之一， 并多次主张英国的问题根源在于财产分配的不公。尽管她并不主张完全平等的财富分配，但她希望实现一个更加公平的分配制度。

### 共和主义

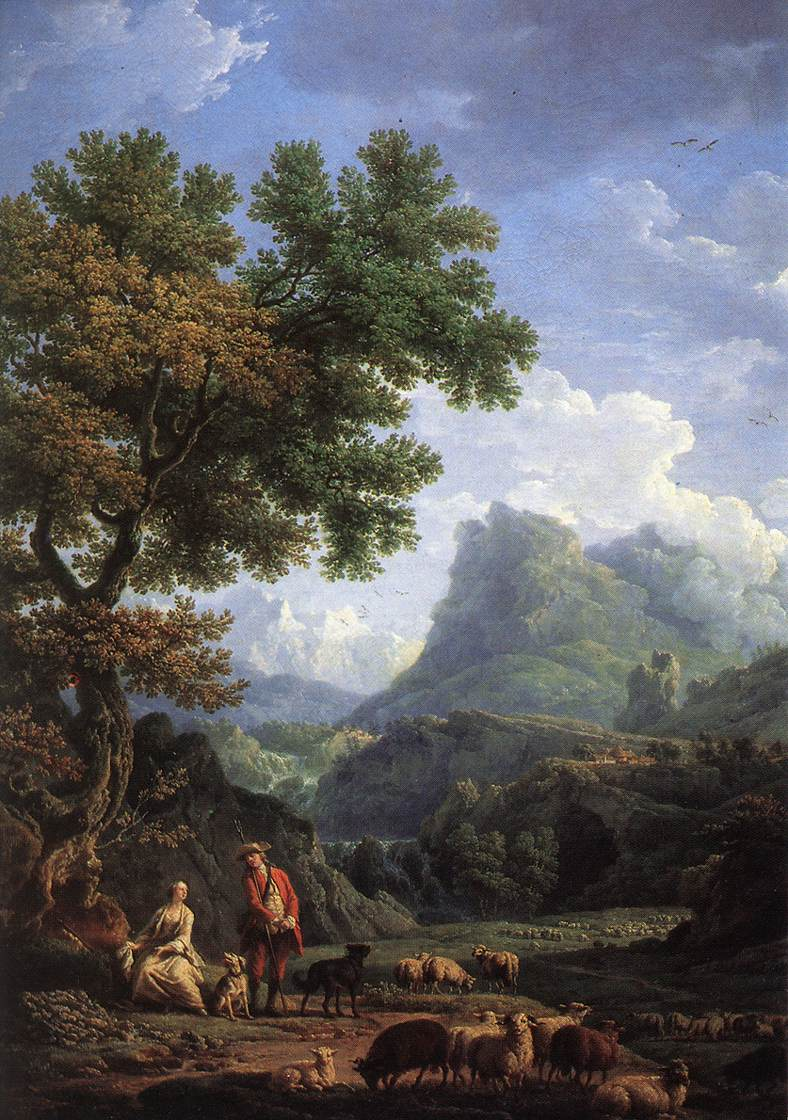
克劳德·约瑟夫·韦尔内的《阿尔卑斯山的牧羊人》；沃斯通克拉夫特在《为人权辩护》中描绘了一种田园牧歌式的乡村生活，作为她政治乌托邦的一部分。

《为人权辩护》批判君主制和世袭特权，提倡一种共和主义的思想。沃斯通克拉夫特依赖于17世纪和18世纪初的共和主义观念，认为美德是公民身份的核心。然而，她对美德的理解比传统的英联邦人思想更加个人化和道德化。沃斯通克拉夫特的共和主义目标是个人的幸福和繁荣，而非为了多数人的最大利益或有产阶级的最大好处。 尽管她强调在共和制度下个人将获得的益处，但她也坚持认为，改革只能在社会层面上实现。这标志着她从早期作品（如《真实生活中的原创故事》（1788年））中以个人为社会改革主要推动力的观点的转变。
沃斯通克拉夫特的美德观围绕家庭展开，将她与其他共和主义者如弗朗西斯·哈奇森和威廉·戈德温区分开来。 对沃斯通克拉夫特而言，美德始于家庭：私人美德是公共美德的基础。 受让-雅克·卢梭对理想家庭和瑞士共和州描绘的启发，她描绘了一幅在小乡村中理想的家庭生活图景。 一位学者如此描述她的设想：“巨大的庄园将被分割成小农场，农民将被允许从公地中划出一部分自用，而不是给穷人施舍，应该给他们提供自立和自我提升的手段。” 个人将在家中学习并实践美德，这种美德不仅能让他们自给自足，还能促使他们为社会中的公民承担责任。

### 传统与革命
《为人权辩护》的核心论点之一是权利应当被授予，因为它们是合理且公正的，而不是因为它们是传统的。 伯克认为，社会和政府应当依赖于数百年来积累的传统，而沃斯通克拉夫特则主张，所有的社会契约都应当接受理性的重新评估。她坚持认为，先例并不是接受法律或宪法的理由。正如一位学者所言：“伯克对英国宪法古老性和无法改进的信念——认为它是经受了时间考验的体系——被视为荒谬。对沃斯通克拉夫特而言，过去充满了迷信、压迫和无知。” 沃斯通克拉夫特强烈相信启蒙时代的进步观念，并拒绝认为古老的观念不能被改进。 她运用伯克自己的建筑比喻语言，质问道：“为什么要修缮一座建于野蛮时代、由哥特式材料构建的古堡？” 她还尖锐地指出，伯克的哲学纵容了奴隶制：
他那一系列看似合理的论点奠定了奴隶制永恒的基础。承认他对古代的卑躬屈膝，以及对自身利益的谨慎关注，具有他所强调的力量，那么奴隶贸易就永远不应被废除；而且，因为我们的无知祖先不理解人的本来尊严，允许了一种违反理性和宗教的交易，所以我们应该接受这种不人道的习俗，并将对人类的巨大侮辱称为爱国主义，以及对保障我们财产的法律的适当顺从。——财产安全！看看，这就是英国自由的定义。为了这一自私的原则，所有更高尚的原则都被牺牲了。

## 感性主义

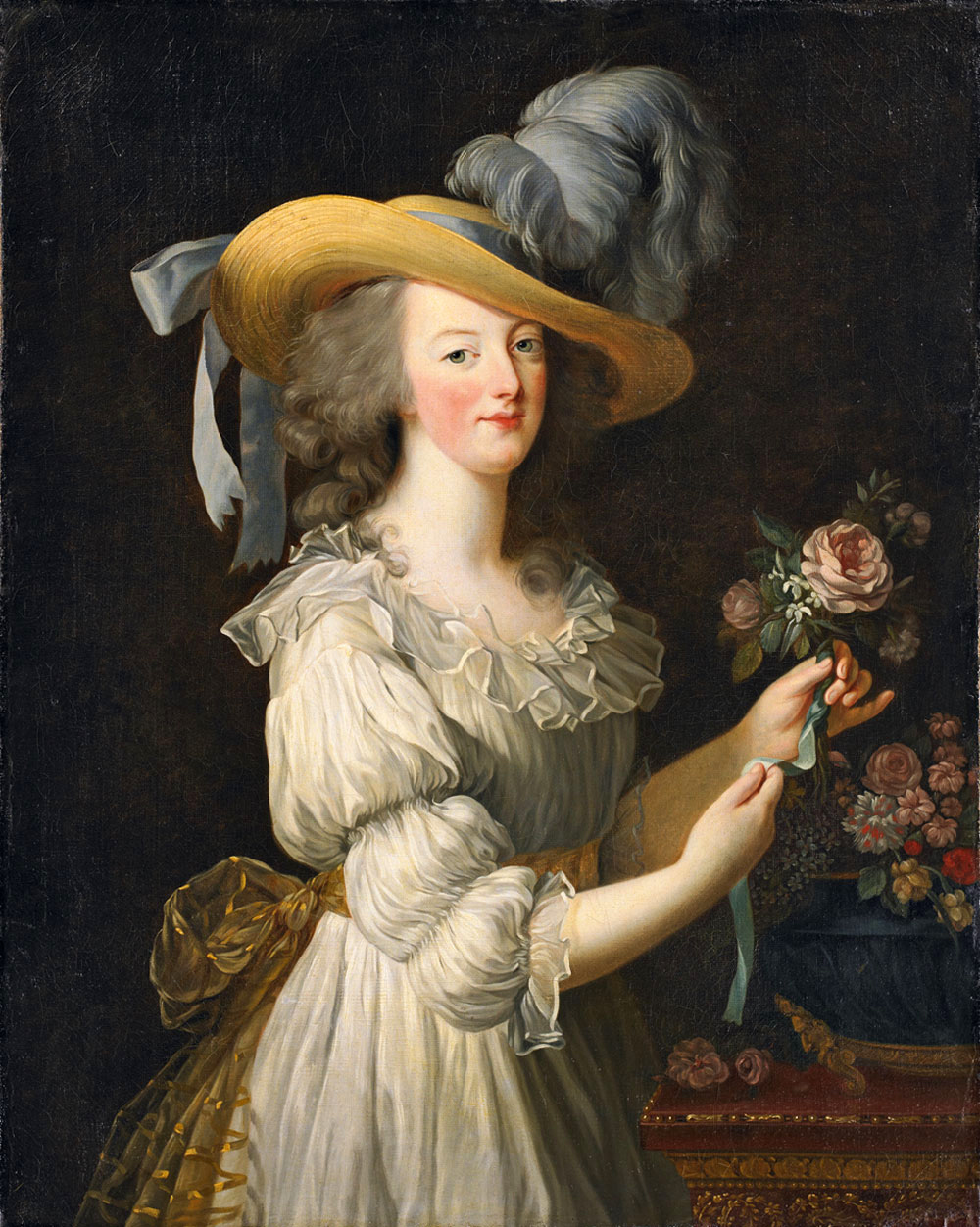
玛丽·安托瓦内特，由伊丽莎白-路易丝·维热·勒布伦绘于1783年；沃斯通克拉夫特批评伯克对法国王后的自怜式同情。

在《为人权辩护》中，沃斯通克拉夫特不仅支持共和主义，还支持一种基于同情和共鸣的社会契约。 她用这些术语来描述理想社会：由紧密家庭支撑的个体通过理性的同情与他人建立联系。 在她几年前在新因顿绿地遇见的理查德·普莱斯的强烈影响下，沃斯通克拉夫特主张人们应当通过实践普遍的仁爱来效仿上帝。
沃斯通克拉夫特接受了一种理性的感性，并将她的公民社会理论与伯克的对立，后者充满了浮夸和偏见。 她攻击了她认为伯克的虚假情感，并以自己的真诚情感反驳。她主张，同情法国革命（即同情人民）是人道的，而像伯克那样同情法国教会，则是残忍的标志。 她不仅指责伯克不真诚，还指责他操纵舆论，声称他的《反思》是宣传品。 在《为人权辩护》最戏剧性的时刻之一，沃斯通克拉夫特声称，她因奴隶所遭受的不公正而感到沉默，而不是为玛丽·安托瓦内特及法国君主制的泪水所动容，她用破折号表达了比伯克更真挚的情感：
人类相互掠食；而你却为装饰哥特式建筑的闲置挂毯哀悼，为召唤肥胖神职人员祷告的呆滞钟声哀悼。当奴隶的翅膀拍动，虚弱的心灵在荒野中孤独地死去，远离人类的住所时，你却为一个空洞的名字的浮华仪式哀悼……为什么我们的想象要被坟墓之外的地狱吓倒？——地狱在世间游荡；——鞭子在奴隶的赤裸背上回响；而那无法再赚取酸面包的病号，悄悄走向沟渠，向世界说再见——或者，在某个炫耀的医院里，被雇佣的看护的笑声淹没中咽下最后一口气。
这样的苦难要求的不仅仅是眼泪——我停下来反思自己；压抑我对你那修辞的浮夸与幼稚感性所升起的轻蔑之情。
---------------
---------------

## 性别与美学

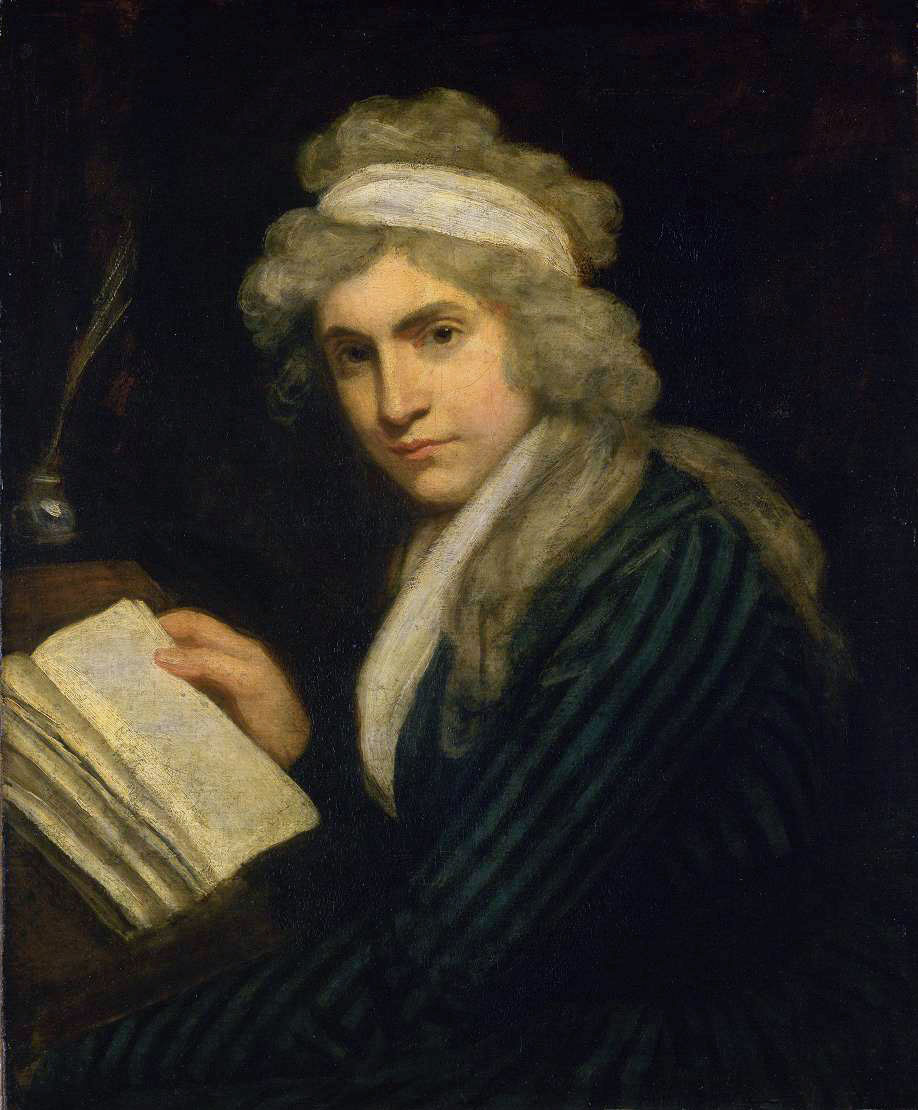
玛丽·沃斯通克拉夫特，由约翰·奥比绘制（约1791年）

在《为人权辩护》中，沃斯通克拉夫特挑战了伯克的修辞，甚至比他的政治理论挑战更为激烈。她首先重新定义了伯克在其《崇高与美的哲学探索》中提出的“崇高”和“美”之概念。 伯克将美与软弱和女性联系起来，而将崇高与力量和男性联系在一起，而沃斯通克拉夫特写道：“对我来说，真理在道德中一直是崇高的本质，而在审美中，简约是美的唯一标准。” 通过这句话，她质疑了伯克的性别化定义；她确信这些定义是有害的，并在《为人权辩护》中进一步写道：
您或许已经说服了女性，美丽的本质就是微小和软弱；而在赋予女性极致美丽的同时，至高的存在似乎用自然之声命令她们不要培养那些可能激起尊重并干扰她们天生吸引力的道德美德。这样一来，将真理、勇气和人性局限于所谓的男性道德，她们可能会认为，被爱是女性的崇高目标！她们应该“学会咿呀学语，蹒跚行走，给上帝的生物取绰号”。她们可以重复您的话，从来没有任何人（更不用说女性）因为勇气、公正、智慧和真理这些高贵的品质而变得可爱；因此，她们提前得知了必须为这些严格、不自然的美德所做的牺牲，她们会理所当然地把所有注意力都放在外表上，系统地忽视道德以确保美丽。
正如沃斯通克拉夫特学者克劳迪娅·L·约翰逊所写，“作为女性主义批判，这些段落至今未曾被超越。” 沃斯通克拉夫特认为，伯克将女性的美德定义为软弱，从而使女性在公共领域没有实质性的角色，并将她们贬为无用之物。
沃斯通克拉夫特将这种女性主义批判应用于伯克的《反思》中的语言。正如约翰逊所论述的那样，“她的整本小册子驳斥了伯克式的信条‘为了让我们热爱我们的国家，我们的国家应当是可爱的’”；沃斯通克拉夫特成功地用理性的修辞挑战了伯克的美学修辞。 她还展示了伯克如何体现了他自己理念中最糟糕的部分。他成为了那种歇斯底里、不合逻辑的“女性化”作家，而沃斯通克拉夫特则成为了“理性化”的“男性”作家。具有讽刺意味的是，为了实现这种转换，沃斯通克拉夫特有时自己也会变得激昂，例如她在描述奴隶制时（见上文）。

## 反响与遗产

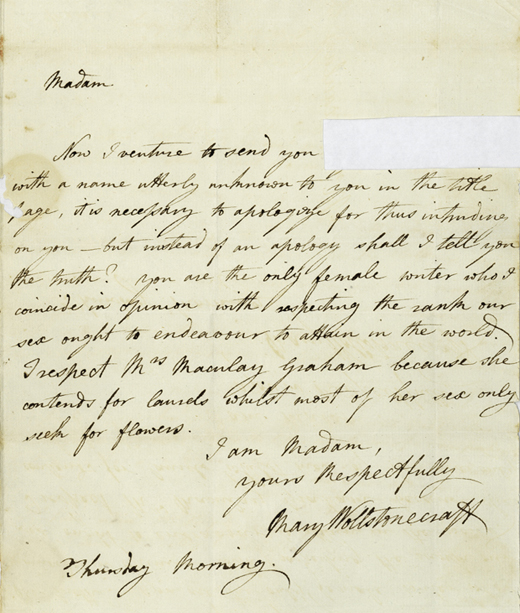
沃斯通克拉夫特寄给凯瑟琳·马考莱的一封信，随信附上了《为人权辩护》一书

《为人权辩护》取得了成功，其价格在其中起到了不小的作用：售价一先令六便士，仅为伯克书籍价格的一半。 在第一版售罄后，沃斯通克拉夫特同意在第二版的封面上印上她的名字。这是她作为“一位自食其力的职业作家和自称的知识分子”的第一部大作品，正如学者玛丽·普维所写：
此书的形式是大多数人认为最不适合女性的形式——政治论述。它需要对政府的知识（女性在其中没有任何参与）、分析能力（理论上女性几乎不具备这种能力），以及直接参与当代事件的野心（女性理应没有这种野心），在任何意义上，这都是一个男性的领域。
当时的评论也指出了这一点。例如，霍勒斯·沃尔波尔称她为“穿着衬裙的母狮”，因为她攻击了玛丽·安托瓦内特。她的未来丈夫威廉·戈德温则认为这本书缺乏逻辑且语法混乱；在他的《女权辩护的作者回忆录》中，他仅用一段话讨论了该书的内容，称其为“激烈的作品”。
当时所有主要的期刊都评论了《为人权辩护》。分析评论赞同沃斯通克拉夫特的论点，并称赞她“生动而充满活力的评论”。 月度评论也表示同情，但指出她写作中的一些缺陷。批判评论则是《分析评论》的“誓死敌人”， 在1790年12月发现作者是女性后这样写道：
有人在一部旧剧中说过，心智没有性别；而事实上我们未能发现这位《为人权辩护》的作者是位女士。然而，第二版往往揭示出秘密，该小册子被归于沃斯通克拉夫特夫人之作，如果她乔装为男人，她就不应对没有得到应有的礼貌和尊重感到惊讶。如果这篇文章是在看到第二版之前写的，我们也会在必要的修正中作出这样的承认。纠正单纯的文字错误是不够的：一位女士应当受到更多的尊重。[强调为原文所有]
绅士杂志也随之评论了该书的逻辑性，并认为“它荒谬地假设人类在获得自由后会更幸福”，还批评了沃斯通克拉夫特写作不当领域的自负，评论称“《为人权辩护》由一位美丽女士主张！骑士精神的时代并未结束，或许性别已经交换了立场。” 然而，《为人权辩护》让沃斯通克拉夫特作为作家声名鹊起；从此之后，她在写作界广为人知。
沃斯通克拉夫特将一本书寄给了她非常敬佩的历史学家凯瑟琳·马考莱，后者回信表示，她“更加高兴地发现这本令我深感共鸣的书是由一位女性撰写的，这使我对女性的才华和能力的看法在您的笔下得到了早期验证。” 利物浦律师、作家及艺术赞助人威廉·罗斯科非常喜欢这本书，以至于他在讽刺诗《爱德蒙·伯克的生平、死亡及伟大成就》中提到了沃斯通克拉夫特。
瞧啊，一位女战士挺身而出，  

  名为沃斯通克拉夫特，  

决心阻止他疯狂的步伐，  

  不论命运如何安排。

欧仁·德拉克罗瓦的《自由引导人民》（1833年）

尽管《为人权辩护》的早期评论者和沃斯通克拉夫特的早期传记作者大多批评这部作品的情感化倾向，并将其与伯克逻辑缜密的杰作进行对比，但近年来对她的文本有了重新评估。自20世纪70年代以来，更多深入研究她和伯克作品的评论家得出结论，认为他们的修辞手法有许多相似之处，而将男性/逻辑与女性/情感对立的二元论是不成立的。 大多数沃斯通克拉夫特学者现在承认，这部作品激进化了沃斯通克拉夫特，并为她未来的写作方向奠定了基础，尤其是在《女权辩护》中。正如克劳迪娅·约翰逊所主张的那样，沃斯通克拉夫特直到《为人权辩护》的中途，才开始剖析伯克的性别化美学；“似乎是在撰写《为人权辩护》后半部分的过程中，她发现了将占据她职业生涯余下时光的主题。”
两年后，沃斯通克拉夫特出版了《女权辩护》，她在其中扩展了许多在《为人权辩护》中提出的论点。她写道，如果所有人都应该根据他们的才能来评价，那么女性也应该包括在这个群体中。 在两本书中，沃斯通克拉夫特都强调，英国民族的美德依赖于其人民的美德。她大大缩小了私人和公共领域之间的区别，要求所有受过教育的公民都应有机会参与公共生活。

### 书目

#### 原始文献
- 伯克, 埃德蒙. 《对法国大革命的反思》. 康纳·克鲁斯·奥布莱恩编辑. 纽约：企鹅图书，1986. ISBN 0-14-043204-3.
- 巴特勒, 玛丽莲, 编辑. 《伯克, 佩恩, 戈德温与革命争论》. 剑桥：剑桥大学出版社，2002. ISBN 0-521-28656-5.
- 戈德温, 威廉. 《女权辩护的作者回忆录》. 帕梅拉·克莱米特和吉娜·卢里亚·沃克编辑. 彼得伯勒：Broadview出版社，2001. ISBN 1-55111-259-0.
- 沃斯通克拉夫特, 玛丽. 《玛丽·沃斯通克拉夫特全集》. 珍妮特·托德和玛丽莲·巴特勒编辑. 七卷. 伦敦：威廉·皮克林出版社，1989. ISBN 0-8147-9225-1.
- 沃斯通克拉夫特, 玛丽. 《两部辩护书：为人权辩护与女权辩护》. D.L. 麦克唐纳和凯瑟琳·谢尔夫编辑. 多伦多：Broadview文学文集，1997. ISBN 1-55111-088-1.

#### 当代评论
- 《分析评论》 第8卷 (1790): 416–419.
- 《批判评论》 第70卷 (1790): 694–696.
- 《英国评论》 第17卷 (1791): 56–61.
- 《通用杂志与公正评论》 第4卷 (1791): 26–27.
- 《绅士杂志》 第61.1卷 (1791): 151–154.
- 《月度评论》 新系列 第4卷 (1791): 95–97.
- 《新年鉴》 第11卷 (1790): 237.
- 《环球杂志与评论》 第5卷 (1791): 77–78.
- 《沃克的爱尔兰杂志》 第1卷 (1791): 269–271 [摘自《绅士杂志》]

#### 次级文献
- 约翰·巴雷尔和乔恩·米编. 《审判叛国与煽动，1792–1794》. 八卷. 伦敦：皮克林与查托，2006–7. ISBN 978-1-85196-732-2.
- 汤姆·弗尼斯. 《玛丽·沃斯通克拉夫特的法国大革命》. 《剑桥玛丽·沃斯通克拉夫特伴读》. 克劳迪娅·L·约翰逊编辑. 剑桥：剑桥大学出版社，2002. ISBN 0-521-78952-4.
- 约翰逊, 克劳迪娅·L. 《模棱两可的存在：政治、性别与情感在1790年代》. 芝加哥：芝加哥大学出版社，1995. ISBN 0-226-40184-7.
- 克里斯·琼斯. 《玛丽·沃斯通克拉夫特的〈辩护〉与其政治传统》. 《剑桥玛丽·沃斯通克拉夫特伴读》. 克劳迪娅·L·约翰逊编辑. 剑桥：剑桥大学出版社，2002. ISBN 0-521-78952-4.
- 保罗·基恩. 《1790年代的文学危机：印刷文化与公共领域》. 剑桥：剑桥大学出版社，1999. ISBN 0-521-65325-8.
- 加里·凯利. 《革命女权主义：玛丽·沃斯通克拉夫特的思想与生涯》. 纽约：圣马丁出版社，1992. ISBN 0-312-12904-1.
- 米齐·迈尔斯. 《从外部的政治：玛丽·沃斯通克拉夫特的首次〈辩护〉》. 《十八世纪文化研究》 第6卷 (1977): 113–32.
- 罗纳德·保尔森. 《革命的表现, 1789–1820》. 纽黑文：耶鲁大学出版社，1983. ISBN 0-300-02864-4.
- 玛丽·普维. 《合适的女士与女作家》. 芝加哥：芝加哥大学出版社，1984. ISBN 0-226-67528-9.
- 萨皮罗, 弗吉尼亚. 《政治美德的辩护：玛丽·沃斯通克拉夫特的政治理论》. 芝加哥：芝加哥大学出版社，1992. ISBN 0-226-73491-9.
- 艾米丽·桑斯坦. 《不同的面孔：玛丽·沃斯通克拉夫特的生平》. 波士顿：小布朗公司，1975. ISBN 0-06-014201-4.
- 芭芭拉·泰勒. 《玛丽·沃斯通克拉夫特与女性主义想象》. 剑桥：剑桥大学出版社，2003. ISBN 0-521-66144-7.
- 托德, 珍妮特. 《玛丽·沃斯通克拉夫特：革命性的一生》. 伦敦：Weidenfeld & Nicolson出版社，2000. ISBN 0-231-12184-9.
- 拉尔夫·M·沃德尔. 《玛丽·沃斯通克拉夫特：批判传记》. 林肯：内布拉斯加大学出版社，1951.